# Luehea candicans
Luehea candicans är en malvaväxtart som beskrevs av Carl Friedrich Philipp von Martius. Luehea candicans ingår i släktet Luehea och familjen malvaväxter. Utöver nominatformen finns också underarten L. c. gracilis.